# Les Baux-de-Provence
Les Baux-de-Provence eller Les Baux, även Les Baux-de-Provence (provensalska Leis Baous) eller bara Baux, är en kommun i departementet Bouches-du-Rhône i regionen Provence-Alpes-Côte d'Azur i sydöstra Frankrike i närheten av Arles. Kommunen ligger  i kantonen Saint-Rémy-de-Provence som ligger i arrondissementet Arles. År 2022 hade Les Baux-de-Provence 262 invånare.
Jordarten bauxit är uppkallad efter staden.

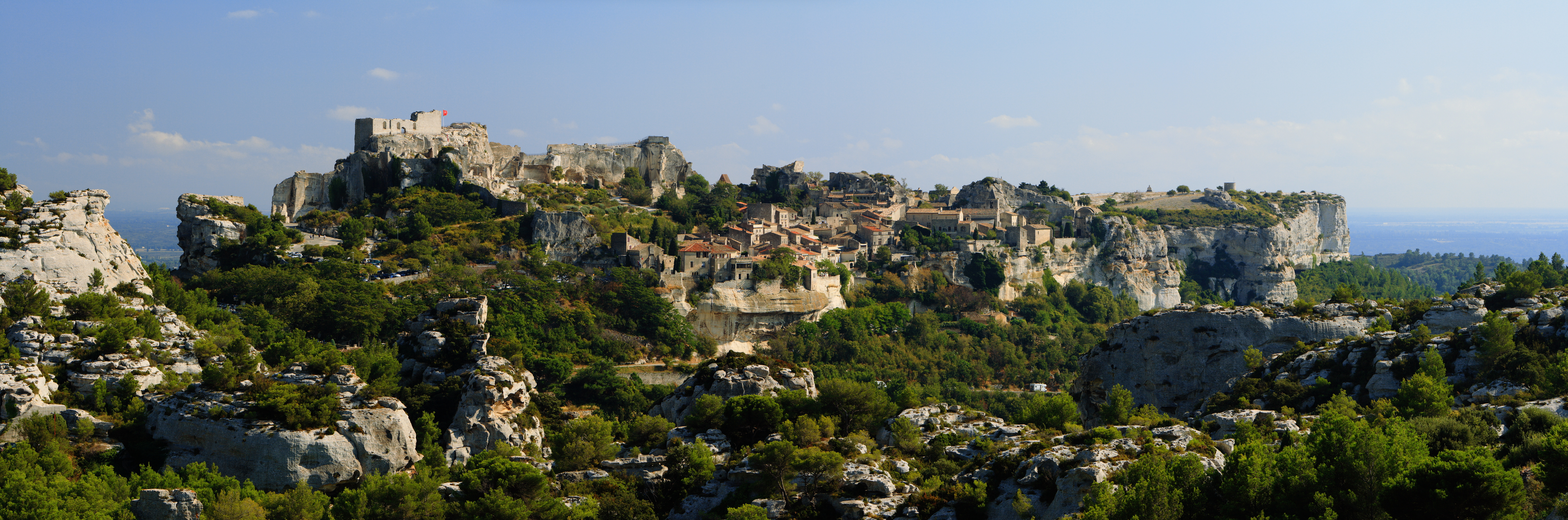
Utsikt mot byn på kalkstensklippan.

Orten, som är en av Provences största sevärdheter, ligger utomordentligt vackert i Chaine des Alpines och har nästan fullständigt bevarat sitt medeltidsutseende, med till större delen ur kalkklippan huggna hus i vacker renässansstil.
Efter Baux bar en av Provences berömdaste släkter, baronerna av Baux, sitt namn. Dessas sedan 1631 i ruiner liggande präktiga slott (från 1000-talet), ett av de vackraste i Provence, var på 1100- och 1200-talen säte för en av Provences berömdaste "cours d'amour".

## Befolkningsutveckling
Antalet invånare i kommunen Les Baux-de-Provence
Referens:INSEE